# جوي سوك
جوي سوك (بالهولندية: Joey Suk)‏ (8 يوليو 1989 بديفينتر في هولندا - ) هو لاعب كرة قدم هولندي في مركز الوسط. شارك مع منتخب إندونيسيا لكرة القدم. أما مع النوادي، فقد لعب مع بيرتشوت وبيرسخوت إيه سي وغو أهد إيغلز وناك بريدا.

## روابط خارجية
- جوي سوك على موقع قاعدة بيانات كرة القدم.إي يو (الإنجليزية)
- جوي سوك على موقع Soccerway.com (الإنجليزية)